# Philippe du Palatinat-Neubourg
Philippe, duc du Palatinat-Neubourg, dit Philippe le Querelleur (en allemand « Philipp der Streitbare »), né le 12 novembre 1503 à Heidelberg et mort le 4 juillet 1548 dans la même ville, était un membre de la maison de Wittelsbach, comte palatin du Rhin, et duc de Palatinat-Neubourg, de 1505 à 1541.

## Biographie
Philippe était le plus jeune des fils de Ruprecht (en), comte palatin du Rhin et évêque de Freising, et de son épouse Élisabeth de Bavière-Landshut, fille de Georges, duc de Bavière-Landshut.
En conflit avec la loi impériale et le traité de l'héritage avec les ducs de Bavière à Munich, le duc Georges avait tenté de faire passer ses terres de Bavière-Landshut à sa fille Élisabeth. Cela conduisit à la guerre de succession de Landshut en 1503, au cours de laquelle les forces d'Élisabeth et de son mari Ruprecht furent défaites. Dans l'Arbitrage de Cologne en 1505, l'empereur Maximilien Ier accorda à titre de compensation pour les pertes territoriales, un petit État connu comme le Palatinat-Neubourg (des territoires de Basse-Bavière) pour les deux fils d'Élisabeth. Philippe dirigea donc ce territoire avec son frère aîné, le duc Othon-Henri. En 1529, il combattit avec succès les Turcs pendant le siège de Vienne à la tête de deux régiments et fut fait chevalier de l'ordre de la Toison d'or deux ans plus tard.
Le 8 décembre 1539, Philippe se rendit à la cour du roi Henri VIII d'Angleterre dans l'espoir d'obtenir la main de sa fille, Marie Tudor. Cette alliance potentielle faisait partie des plans du roi Henri, car elle représentait aussi une alliance avec les princes protestants allemands contre l'empereur. En dépit de toutes ces fins et considérations, Philippe semblait attiré par Marie elle-même. Ils se rencontrèrent le 17 décembre au château de Hertford, où il lui remit un cadeau et l'embrassa. Cette familiarité donna lieu à la croyance que les deux jeunes gens se marieraient dans les prochains mois, et la majeure partie de la cour d'Angleterre s'attendait à ce mariage. 
Cependant, le roi Henri ne permit pas l'aboutissement de cette rencontre, du fait que le duc avait des liens de parenté avec la reine consort Anne de Clèves, quatrième épouse d'Henri VIII. Malgré leurs convictions religieuses divergentes, Marie montra beaucoup d'affection pour le duc Philippe, l'embrassant en dehors de la cour. Le plan n'aboutit pourtant pas, et le duc se vit renvoyer un peu plus tard dans son pays. Philippe ne fut cependant pas dissuadé, et il retourna trois fois en Angleterre, pour ne rencontrer qu'une seule fois Marie Tudor.